# William Diller Matthew
Aquest autor és citat en taxonomia animal amb el nom «Matthew».
William Diller Matthew (1871-1930) fou un zoòleg i paleontòleg estatunidenc que estudià principalment els fòssils de mamífers. Fou conservador de l'American Museum of Natural History des de mitjans de la dècada del 1890 fins al 1927.